# Nazionale femminile di pallavolo della Repubblica Democratica Tedesca
La nazionale femminile di pallavolo della Germania dell'Est è stata una squadra europea, attiva fino al 1989, composta dalle migliori giocatrici di pallavolo della Germania dell'Est ed è stata posta sotto l'egida della Federazione pallavolistica della Germania dell'Est.

## Risultati

### Competizioni FIVB
| 1964 | non qualificata | -            |
| 1968 | non qualificata | -            |
| 1972 | non qualificata | -            |
| 1976 | 6º posto        | Convocazioni |
| 1980 | 2º posto        | Convocazioni |
| 1984 | non qualificata | -            |
| 1988 | 5º posto        | Convocazioni |

| 1952 | non qualificata | -            |
| 1956 | 7º posto        | Convocazioni |
| 1960 | non qualificata | -            |
| 1962 | 7º posto        | Convocazioni |
| 1967 | non qualificata | -            |
| 1970 | 10º posto       | Convocazioni |
| 1974 | 4º posto        | Convocazioni |
| 1978 | 8º posto        | Convocazioni |
| 1982 | non qualificata | -            |
| 1986 | 4º posto        | Convocazioni |
| 1990 | 12º posto       | Convocazioni |

| 1973 | non qualificata | -            |
| 1977 | non qualificata | -            |
| 1981 | non qualificata | -            |
| 1985 | non qualificata | -            |
| 1989 | 6º posto        | Convocazioni |

### Competizioni CEV
| 1949 | non qualificata | -            |
| 1950 | non qualificata | -            |
| 1951 | non qualificata | -            |
| 1955 | non qualificata | -            |
| 1958 | 8º posto        | Convocazioni |
| 1963 | 4º posto        | Convocazioni |
| 1967 | 4º posto        | Convocazioni |
| 1971 | 6º posto        | Convocazioni |
| 1975 | 3º posto        | Convocazioni |
| 1977 | 2º posto        | Convocazioni |
| 1979 | 2º posto        | Convocazioni |
| 1981 | 4º posto        | Convocazioni |
| 1983 | 1º posto        | Convocazioni |
| 1985 | 2º posto        | Convocazioni |
| 1987 | 1º posto        | Convocazioni |
| 1989 | 2º posto        | Convocazioni |

### Competizioni estinte
| 1986 | 7º posto        | Convocazioni |
| 1990 | non qualificata | -            |